# Al Bell
Al Bell, de son vrai nom Alvertis Isbell, né le 15 mars 1940 à Brinkley, Arkansas, est un réalisateur artistique américain, auteur-compositeur, superviseur et producteur musical. Il est surtout connu pour avoir été un dirigeant et copropriétaire du label Stax Records, basé à Memphis, Tennessee, au cours de la seconde moitié des 19 ans d'existence du label.
Le rôle de Bell est crucial pour les carrières des vedettes soul de Stax telles que les Staple SIngers et Isaac Hayes, The Emotions, The Dramatics et Mel and Tim. Ses efforts de promotion ont mené le « son de Memphis » à une échelle internationale et ont fait de Stax la deuxième plus grande entreprise afro-américaine dans les années 1970. En 2009, la BBC présente Bell comme « l'une des icônes de la musique soul » et « la force motrice derrière Stax Records ».
Après sa carrière chez Stax, Bell devient président de Motown Records Group lors de sa restructuration en vue de sa vente à MCA et au Boston Ventures Group. Il lance ensuite sa propre firme, Bellmark Records, dont les réalisations comprennent des singles du groupe Tag Team et de Prince. Aujourd'hui, Bell travaille sur la scène musicale indépendante à Memphis et maintient un site Web de musique en ligne et une émission de radio sur AlBellPresent.com.

## Biographie

### Jeunesse
Sa famille s'installe à North Little Rock, Arkansas, lorsqu'il a cinq ans. Il fréquente des écoles privées, puis l'école publique réservée aux Afro-Américains. Il devient disc jockey sur une radio de Little Rock, diffusant des disques de jazz et de gospel. Parallèlement, il étudie au Philander Smith College. Il est ensuite disc-jockey sur WLOK à Memphis. Bell lance son propre label, Devore, ce qui lui donne l'occasion d'utiliser les studios de Stax Records. Il travaille ensuite à Washington, où il est l'un des seuls DJ à passer des disques de Stax. Son cofondateur, Jim Stewart, commence alors à lui demander des conseils pour promouvoir le label dans le nord des États-Unis.

### Début de carrière chez Stax
Al Bell rejoint officiellement Stax en 1965 en tant que directeur de la promotion et joue un rôle essentiel dans la croissance des revenus de la société. Au cours des trois années suivantes, il gravi les échelons de l'entreprise, devenant finalement vice-président exécutif et la figure la plus influente de la maison après Jim Stewart. En plus de son travail administratif et promotionnel, Bell est souvent impliqué directement dans la production de la musique, travaillant comme auteur-compositeur et producteur pour de nombreuses réalisations du label.
En 1968, à la suite de l'accident d'avion qui a tué la plus grande star de Stax, Otis Redding, le label rompt son contrat de distribution avec Atlantic, qui conserve les droits sur le catalogue Stax publié avant cette date (y-compris les tubes de Sam & Dave ou d'Eddie Floyd). Bell lance alors une initiative visant à publier suffisamment d'albums et de singles afin de reconstruire un catalogue pour Stax. Les nouveaux signataires comprennent les stars du gospel, les Staple Singers, ainsi que les nouveaux arrivants, The Emotions et The Soul Children. Bell programme notamment 27 albums pour une sortie quasi simultanée au milieu de 1969, produisant lui-même une grande partie du matériel. L'un de ces disques, Hot Buttered Soul, de l'auteur-compositeur et producteur Isaac Hayes, est un succès significatif, établissant Hayes comme un artiste d'enregistrement à part entière. Bell est directement impliqué dans le façonnement de la carrière des Staple Singers, créant pour eux un nouveau son qui a abouti à des succès tels que Respect Yourself et I'll Take You There, ce dernier étant écrit par lui.

### Stax dans les années 1970

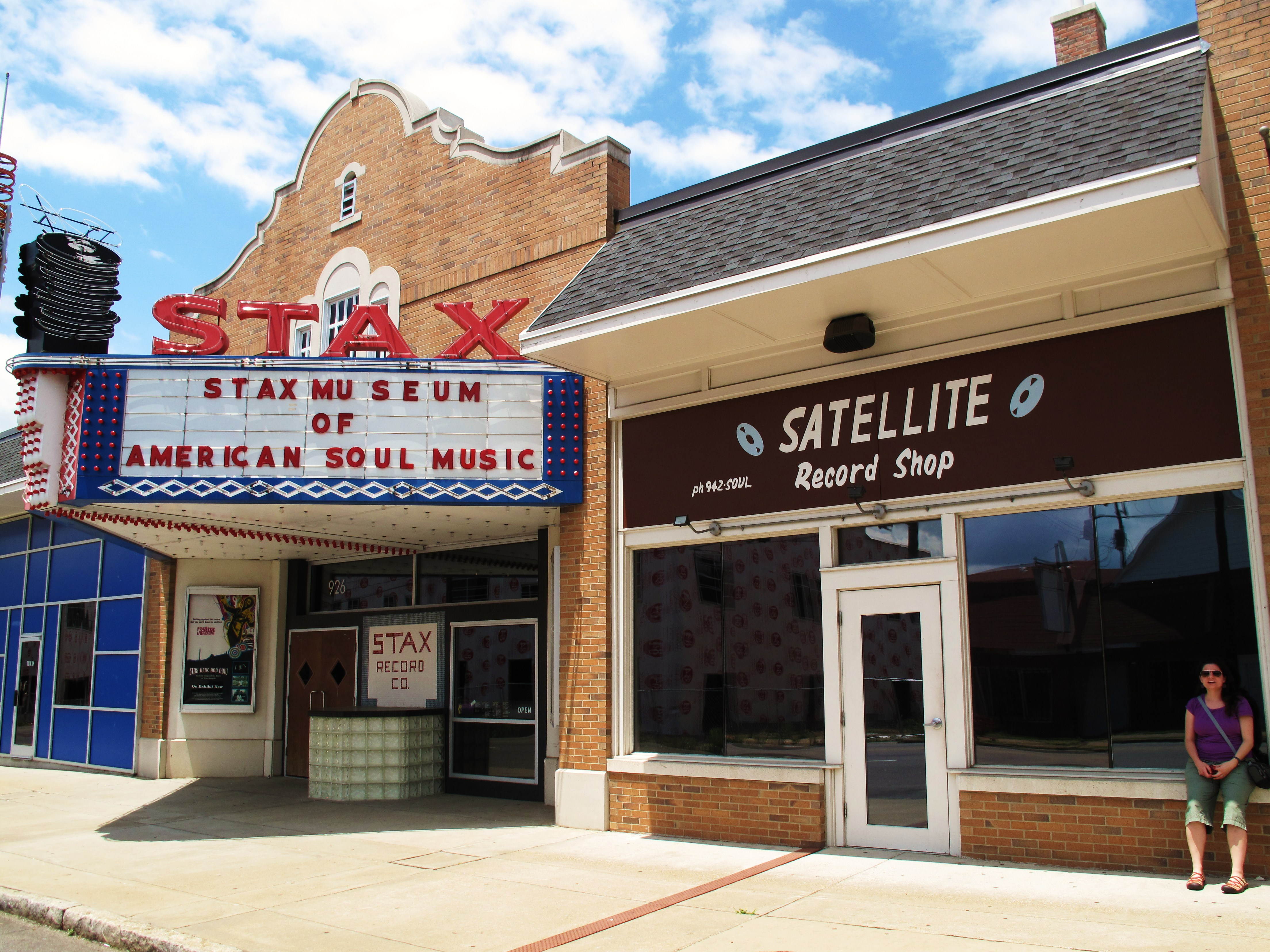
L'entrée du Stax Museum à Memphis en 2009.

Bell devient copropriétaire de Stax en 1969 lorsque la cofondatrice Estelle Axton, mécontente des visions de Bell pour l'entreprise, vend ses actions et quitte la société. Il devient donc le premier Afro-Américain à avoir une participation dans le label car, bien que Stax soit spécialisé dans la musique noire, ses deux fondateurs, Stewart et Axton, étaient blancs.
Dans les années 1970, Stewart commence à confier de plus en plus les activités quotidiennes de Stax à Bell, qui lance des plans ambitieux pour étendre les activités de la société, à l'instar de ce que Berry Gordy a fait chez Motown. Stax commence à distribuer la musique de plusieurs petits labels de Memphis et produit et publie les bandes originales de longs métrages tels que Sweet Sweetback's Baadasssss Song et Shaft (tous deux en 1971). En 1972, Al Bell supervise le festival Wattstax, un concert d'une journée mettant en vedette des artistes de Stax, qui a eu lieu à Los Angeles, en réponse aux émeutes de Watts. Le film documentaire de 1973, Wattstax, est produit par la nouvelle division cinématographique du label.
Après quatre ans de distribution de ses propres disques par le label, Bell signe un nouveau contrat de distribution avec CBS en 1972. La relation de Stax avec CBS est, au mieux, tumultueuse. Bell et le staff de Stax empruntent massivement à l'Union Planters Bank de Memphis, tandis que CBS conserve les disques des magasins et les bénéfices de Stax. En 1974, Bell rachète les parts de Stewart. Stax devient la cinquième plus grande société noire en Amérique, selon Black Enterprise Magazine, alors que celle-ci fait face à un effondrement financier. Les gains de la société diminuent fortement, jusqu'à ce qu'elle sombre dans la faillite et soit fermée par ordonnance du tribunal à la fin de 1975. Bell est accusé de fraude bancaire au cours de la procédure de mise en faillite de Stax, avant d'être acquitté. Bell tente de relancer le label en 1978 en négociant avec Bill Clinton, alors gouverneur de l'Arkansas, mais sans succès.

### Carrière ultérieure
Après la fin de Stax, Bell retourne à Little Rock. Il reste volontairement à l'écart de l'industrie musicale pendant une décennie, à l'exception de sa participation périodique à des enregistrements locaux. Dans les années 1980, il prend la tête du Motown Records Group et travaille en étroite collaboration avec Berry Gordy dans la vente de Motown à MCA et au Boston Ventures Group. Après Motown, il découvre le groupe Tag Team et, via son label Bellmark, sort en 1993 leur single à succès Whoomp! (There It Is), devenu l'un des singles les plus vendus de l'histoire de l'industrie de la musique. Bell sort également le single à succès de Prince, The Most Beautiful Girl in the World.
A cette époque, il participe aux premiers procès pour « échantillonnage » de musique en Californie.
Après Bellmark, Bell retourne à nouveau à Little Rock pour travailler sur un nouveau site internet, Al Bell Presents, pour lequel il anime un programme de radio en ligne populaire, Al Bell Presents: American Soul Music. En 2009, Bell est présenté dans le New York Times et sur la BBC alors qu'il retourne à Memphis pour aider à développer la scène musicale indépendante de la ville .

### Honneurs et récompenses
Bell reçoit de nombreux prix. On lui décerne notamment un W.C. Handy Lifetime Achievement Award en 2002 et un Grammy Trustees Award en 2011. Il est intronisé en 2002 à l'Arkansas Black Hall of Fame, en 2014 au Memphis Music Hall of Fame, et en 2015 à l'Official Rhythm & Blues Music Hall of Fame de Clarksdale et à l'Arkansas Business Hall of Fame.
I'll Take You There reçoit un Grammy Hall of Fame Award en 1999.

## Œuvres principales

### Compositions
Titre (auteurs-compositeurs) - interprète original - année
- Hard to Handle (Jones, Isbell, Redding) - Otis Redding - 1968
- Hyperbolicsyllabicsesquedalymistic (Hayes, Isbell) - Isaac Hayes - 1969
- I'll Take You There (Isbell, Johnson) - The Staple Singers - 1972
- I've Never Found A Girl (To Love Me Like You Do) (Jones, Floyd, Isbell) - Eddie Floyd - 1968
- Love Bones (Isbell, Davis) - Johnnie Taylor - 1969
- Stop ! Look What You're Doing (Isbell, Floyd) - Carla Thomas - 1965

### Productions

#### Albums
- 1967 : Isaac Hayes : Presenting Isaac Hayes
- 1969 : Isaac Hayes : Hot Buttered Soul

#### Singles
- 1969 : Isaac Hayes : Walk On By
- 1969 : Rufus Thomas : Do the Funky Chicken
- 1970 : Rufus Thomas : (Do the) Push and Pull
- 1971 : The Staple Singers : Respect Yourself
- 1972 : The Staple Singers : I'll Take You There